# Теплицкая поселковая община
Теплицкая поселковая община (укр. Теплицька селищна територіальна громада) — территориальная община в Гайсинском районе Винницкой области Украины. Административный центр — пгт Теплик.
Площадь общины — 808,92 км², население — 21926 человек.

## История
Община образована 10 августа 2018 путем объединения Теплицкого поселкового совета и Веселовского, Костюковского, Пологовского, Россошанского, Сокирянского, Стражгородского, Удицкого сельских советов Теплицкого района. Также в состав общины вошли Пчельнянский, Залужский, Комаровский, Маломочульский, Погорильский, Сашанский, Степановский сельские советы.

## Населенные пункты
В состав общины входят 1 пгт (Теплик) и 30 сел.
- Бджильна
- Важное
- Веселовка
- Залужье
- Иванов
- Каменки
- Карабеловка,
- Кизимы
- Кожуховка
- Комаровка
- Костюковка
- Лозовата
- Малая Мочулка
- Марковка
- Роскошевка
- Росоша
- Саша
- Сокиряны
- Степановка
- Стражгород
- Удич
- Червоная Долина
- Червоный Кут
- Шевченковка
- Роскошевка
- Приветное
- Кублич